# Карпогорское сельское поселение
Карпого́рское се́льское поселе́ние или муниципа́льное образова́ние «Карпого́рское» — муниципальное образование со статусом сельского поселения в Пинежском муниципальном районе Архангельской области России.
Соответствует административно-территориальной единице в Пинежском районе — Карпогорскому сельсовету.
Административный центр — село Карпогоры.

## География
Карпогорское сельское поселение находится в центре Пинежского муниципального района.

## История
Муниципальное образование было образовано в 2006 году.
В 1932 году в Карпогорском районе Северного края был образован Быстровский сельсовет.
В 1954 году Быстровский сельсовет Карпогорского района Архангельской области был присоединён к Карпогорскому сельсовету, Шардонемский сельсовет — к Ваймужскому сельсовету.

## Население
| 2005  | 2010  | 2011  | 2012  | 2013  | 2014  | 2015  | 2016  | 2017  |
| ----- | ----- | ----- | ----- | ----- | ----- | ----- | ----- | ----- |
| 6467  | ↘6185 | ↘6162 | ↘6017 | ↘5860 | ↘5852 | ↘5768 | ↘5757 | ↘5709 |
| 2018  | 2019  | 2020  | 2021  | 2023  |       |       |       |       |
| ↘5704 | ↘5660 | ↗5691 | ↘4796 | ↘4752 |       |       |       |       |

## Состав сельского поселения
- Айнова (деревня) — 75[18]
- Ваймуша (деревня) — 749[18]
- Карпогоры (село, административный центр) — 3404[17]
- Марьина (деревня) — 51[18]
- Церкова (деревня) — 123[18]
- Шардонемь (деревня) — 462[18]
- Шотова (деревня) — 502[18]

### Карты
- [mapq38.narod.ru/map1/index137.html Топографическая карта Q-38-137,138. Карпогоры]